# Pulitzer-Preis 1954
Der Pulitzer-Preis 1954 war die 38. Verleihung des renommierten US-amerikanischen Literaturpreises. Es wurden Preise in 13 der 14 Kategorien im Bereich Journalismus und dem Bereich Literatur, Theater und Musik vergeben.
Die Jury des Pulitzer-Preises bestand aus 14 Personen, unter anderem Joseph Pulitzer, Sohn des Pulitzer-Preis-Stifters und Herausgeber des St. Louis Post-Dispatch und Grayson Kirk, Präsident der Columbia-Universität.

## Preisträger
| Kategorie                                                                     | Preisträger                                                       | Begründung |
| ----------------------------------------------------------------------------- | ----------------------------------------------------------------- | --- |
| Dienst an der Öffentlichkeit (Public Service)                                 | Newsday                                                           | Preis verliehen für Aufdeckung der Rennstrecken-Skandale und die Berichterstattung über die Arbeitskämpfe in New York.                                                          |
| Lokale Berichterstattung, zeitnahe Ausgabe (Local Reporting, Edition Time)    | Mitarbeiter des Vicksburg Sunday Post-Herald                      | Preis verleihen für seine Berichterstattung, unter besonderen Schwierigkeiten, über den Tornado am 5. Dezember 1953.                                                            |
| Lokale Berichterstattung, ohne Ausgabezeit (Local Reporting, No Edition Time) | Alvin Scott McCoy, Kansas City Star                               | Preis verliehen für die exklusive Berichterstattung die zum Rücktritt von C. Wesley Roberts führte.                                                                             |
| Berichterstattung im Inland (National Reporting)                              | Richard Wilson, Des Moines Register and Tribune                   | Preis verliehen für die Veröffentlichung der FBI-Akte vom Fall Harry Dexter White, noch bevor Hoover ihm dem Senat vorlegen konnte.                                             |
| Auslandsberichterstattung (International Reporting)                           | Jim G. Lucas, Scripps-Howard Newspapers                           | Preis verliehen für seine 26-monatige Arbeit als Kriegskorrespondent im Koreakrieg, in der er unter anderem über den Austausch von Kriegsgefangenen berichtet hatte.            |
| Leitartikel (Editorial Writing)                                               | Don Murray, Boston Herald                                         | Preis verliehen für die Analyse der amerikanischen Militärpolitik. |
| Karikatur (Editorial Cartooning)                                              | Herbert L. Block, The Washington Post und Washington Times-Herald | Preis verliehen für eine Karikatur, in der der Tod mit Josef Stalin nach dessen Tod spricht und sagt: Du warst immer ein großer Freund von mir, Josef.                          |
| Fotografie (Photography)                                                      | Virginia M. Schau                                                 | Preis verliehen für die eine Fotografie der Rettung in Redding, die im Akron Beacon Journal und anderen Zeitungen erschienen ist und von der Associated Press vertrieben wurde. |

| Kategorie                                                   | Preisträger                                                                            |
| ----------------------------------------------------------- | -------------------------------------------------------------------------------------- |
| Belletristik (Fiction)                                      | nicht vergeben                                                                         |
| Theater (Drama)                                             | The Teahouse of the August Moon von John Patrick                                       |
| Geschichte (History)                                        | A Stillness at Appomattox von Bruce Catton                                             |
| Biographie oder Autobiographie (Biography or Autobiography) | The Spirit of St. Louis (dt. Titel: Mein Flug über den Ozean) von Charles A. Lindbergh |
| Dichtung (Poetry)                                           | The Waking von Theodore Roethke                                                        |
| Musik (Music)                                               | Concerto For Two Pianos and Orchestra von Quincy Porter                                |